# Molmasse
Molar masse eller molmasse, i gamle dage også kaldt molvægt, har størrelsessymbolet M og er en fysisk-kemisk egenskab ved et stof, der udtrykker massen pr. stofmængde, som regel i enheden g/mol, selv om SI-enheden egentlig er kg/mol.
Bemærk, at symbolet for den molare masse skrives med et kursivt M, mens SI-enheden mol/L for stofmængdekoncentration undertiden forkortes til et lodret M, selv om dette er imod reglerne i SI.
Den molare masse af et stof udregnes ved at addere de molare masser af de grundstoffer, der indgår i stoffet. Disse vil normalt være opgivet i det periodiske system.
Fx H2O (vand). For at beregne den molare masse af H2O adderes to H-atomers (hydrogen) molare masse med hinanden. Herefter adderes et O-atoms (oxygen) molare masse til de 2 H-atomers molare masse. Altså: (1,008*2 + 16) g/mol = 18,016 g/mol.
Tør luft har den molare masse 28,9644 g/mol. Da den molare masse af vanddamp kun er cirka 18 g/mol, er fugtig luft lettere end tør luft.

## Links
- Stoichiometry Add-In for Microsoft Excel Arkiveret 11. maj 2011 hos  Wayback Machine for calculation of molecular weights, reaction coëfficients and stoichiometry.
- Molarmasse beregneren.